# 미탄니
미탄니 (기원전 1550년 ~ 기원전 1260년)는 초기 바빌로니아 문헌에서 하비갈바트로 불렸으며, 기원전 1600년; 아시리아 기록에서는 하니갈바트 또는 하니-라바트로, 이집트 문헌에서는 나하린으로 불렸다. 이 나라는 북부 시리아와 남동부 아나톨리아 (현대 튀르키예)에 위치한 후르리 국가였으며, 인도아리아어로부터 언어적 및 정치적 영향을 받았다. 발굴된 유적지에서 역사서, 왕실 연대기 또는 연대기가 아직 발견되지 않았기 때문에, 미탄니에 대한 지식은 이 지역의 다른 강대국들에 비해 적으며, 이웃 국가들의 문헌에 의존하고 있다.
후르리인은 기원전 3천년대 후반부터 이 지역에 있었다. 텔 모잔에서 기원전  2300년c.으로 추정되는 점토 봉인에서 투프키시라는 후르리 이름의 우르케시 왕이 발견되었다. 그들의 언어로 기록된 최초의 비문은 티시-아탈 (기원전 21세기), 우르케시 왕의 것이었다. 나중에 후르리인들은 미탄니의 주요 인구를 구성했으며, 이 왕국은 고바빌로니아 시대 후기 두 문헌에서 바빌로니아의 Ḫabigalbat으로 처음 알려졌다. 이는 암미-사두카의 통치 (저연대기 기준  1638년c.–1618년) 동안이었다.
미탄니 제국은 북쪽으로 히타이트, 서쪽으로 이집트, 남쪽으로 카시트, 그리고 나중에는 동쪽으로 아시리아에 의해 제한되는 강력한 지역 강국이었다. 최대 판도에서 미탄니는 서쪽으로는 토로스산맥 근처의 키주와트나, 남쪽으로는 투니프, 동쪽으로는 아라파, 북쪽으로는 반호까지 뻗어 있었다. 그들의 영향권은 후르리 지명, 인명, 그리고 시리아와 레반트를 통한 독특한 도자기 유형인 누지 웨어의 확산으로 나타난다.

## 어원

### 이름 "미탄니"
이 국가 이름의 가장 이른 기록 형태는 Maitanni이다. 이는 일반적으로 후르리 접미사 -nni가 인도아리아어에서 차용한 어간 *maita- '통합하다'에서 파생된 것으로 설명되며, 이는 산스크리트어 동사 mith (मिथ्; '통합하다, 짝을 이루다, 결합하다, 만나다')와 동족어이다. 따라서 이름 Maitanni는 '연합 왕국'을 의미했다. 원시 인도아리아어 *máytʰati '그는 통합한다'가 산스크리트어 méthati (मेथति)로 변화하고, 원시 인도아리아어 *ay가 산스크리트어 e로 단모음화되는 것과 유사하게, 이름 Maitanni는 어간 maita-가 mita-로 바뀌면서 나중 형태인 Mitanni로 변했을 수 있으며, 이는 ai가 i로 단모음화된 것이다.
그러나 Gernot Wilhelm (1997)과 Andrea Trameri (2024)는 Maitani가 "개별 지도자(또는 씨족)의 이름이며, 영토나 인구의 이름이 아닌" 'M(a)itta의'를 의미한다고 제안했다.

### 이름 "하니-라바트"
미탄니 왕국은 암미-사두카 통치 시기인 기원전 1600년 이전에 바빌로니아에서 Ḫabingalbat으로 처음 알려졌으며, 고바빌로니아 시대 후기 두 문헌에서 ḫa-bi-in-gal-ba-ti-i와 ḫa-bi-in-ga-al-ba-at으로 기록되었다. 이집트인들은 이 왕국을 나하린과 미탄니라고 불렀고, 히타이트인들은 Ḫurri, 아시리아인들은 Ḫanigalbat 또는 Ḫani-Rabbat으로 불렀다. 마이클 C. 아스투어(Michael C. Astour)에 따르면, 이 이름들은 동일한 왕국을 지칭하는 것으로 보이며 종종 상호 교환적으로 사용되었다. 히타이트 연대기에는 북동 시리아에 위치한 후르리(Hurri, Ḫu-ur-ri)라는 민족이 언급되어 있다. 아마도 무르실리 1세 시대의 히타이트 파편에는 "후르리인의 왕"이 언급되어 있으며, 아시리아-아카드어 버전에서는 "후르리"를 하니갈바트(Hanigalbat)로 번역했다. 자신의 아마르나 아카드어 편지에서 "미탄니의 왕"으로 자칭한 투슈라타는 자신의 왕국을 하니갈바트라고 불렀다.
Ḫanigalbat이라는 용어의 가장 이른 증명은 아카드어로 읽을 수 있으며, 히타이트어 버전에는 "후르리 적"이 언급되어 있다. 이는 기원전 13세기 사본인 "하투실리 1세 연대기"에 기록되어 있으며, 하투실리 1세는 기원전 1630년 이후에 통치했을 가능성이 있다.
아시리아 용어 Ḫanigalbat의 판독은 여러 가지로 해석되어 왔다. 첫 부분은 "𒄩𒉡 Ḫa-nu", "하누" 또는 "하나"와 연결되는데, 이는 마리에서 하나 왕국과 하부르강 근처의 북부 유프라테스강 남쪽 해안을 따라 사는 유목민들을 묘사하는 데 처음 사용되었다. 이 용어는 단순히 민족 집단의 명칭을 넘어 지형적 측면도 갖게 되었다. 중아시리아 시대에는 "𒌷𒆳𒄩𒉡𒀭𒋫" "URUKUR Ḫa-nu AN.TA", 즉 "상부 하누의 도시들"이라는 표현이 있었는데, 이는 두 개의 다른 하누, 아마도 강 양편에 걸쳐 있는 두 지역 사이의 구분을 시사한다. 이 북부 지역 명칭은 미탄니 국가의 핵심 영토 대부분을 포괄한다.
다양한 판독으로 이어진 두 문자는 "𒃲 gal"과 그 대안 형태 "𒆗 gal9"이다. 19세기 후반에 처음 해독하려는 시도에서는 수메르어로 "크다"를 의미하는 "gal"을 아카드어로 같은 의미를 가진 "rab"의 표음문자로 해석하여 "Ḫani-Rabbat"으로 번역했는데, 이는 "위대한 하니"를 의미한다. J. A. 크누드트존과 그 뒤를 이은 E. A. 슈파이저는 "gal9"의 대체 표기를 근거로 "gal"의 판독을 지지했으며, 이는 이후 다수 의견이 되었다.
첫 번째 문자가 "b"로 끝나지 않는다면 "-bat" 접미사를 설명하기가 여전히 어렵고, 후르리 단어에서 파생되었다면 셈어 여성형 어미 "-at"과의 명백한 유사성도 설명하기 어렵다. 최근 2011년에는 리스본 신대학교의 학자 미구엘 발레리오(Miguel Valério)가 오래된 판독인 하니-라바트(Hani-Rabbat)를 지지하는 자세한 근거를 제시했다. 이 재판독은 "gal"이 "gal9"보다 훨씬 더 많다는 빈도에 근거하여 주장을 펼친다. 후자는 아카드어 영향권의 주변부에서 발견된 여섯 개의 문서에서만 나타나는 변형이다. 또한 두 기호가 그래픽적으로 다르지만, "gal9"가 "위대하다"와 반대되는 "강하다"를 의미하므로, 이 두 기호 사이에 높은 중복이 있으며 쉽게 동의어로 사용될 수 있다고 주장한다. 두 기호 모두 상관적인 판독을 나타내는데, "gal9"의 대체 판독에는 "rib"와 "rip"이 포함되며, "gal"은 "rab"로 읽힌다.
언어학자들에 따르면 후르리 언어에는 중서부, 북부, 동부의 세 가지 방언이 있다는 점에서 상황이 복잡해진다.
이집트인들은 유프라테스강이 시리아와 나하라인 사이의 경계를 형성한다고 여겼다.

## 역사

### 초기 왕국

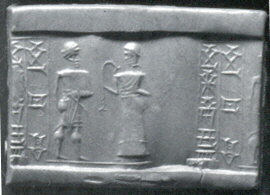
미탄니, c. 기원전 16세기–15세기, 원통 인장

이미 아카드 시대부터 후르리인들은 티그리스강 동쪽, 메소포타미아 북부, 그리고 하부르 계곡에 살았던 것으로 알려져 있다. 미탄니가 된 집단은 기원전 17세기 이전에 점차 남쪽으로 메소포타미아로 이동했다. 이 왕국은 이미 기원전 17세기 말 또는 16세기 전반에 강력한 왕국이었으며, 그 시작은 투트모세 1세 시대 훨씬 이전, 실제로는 하투실리 1세와 무르실리 1세 히타이트 통치자 시대까지 거슬러 올라간다.
후르리인들은 개인 누지 문헌, 우가리트 및 하투샤 (보아즈쾨이)의 히타이트 문서에서 언급된다. 쐐기 문자는 마리에서 상부 메소포타미아의 도시 국가 통치자들이 아모리(Amurru)와 후르리 이름을 모두 가지고 있었음을 언급한다. 후르리 이름을 가진 통치자들은 우르슘과 핫숨에서도 확인되며, 알랄라흐의 서판(구 바빌로니아 시대 후기, VII층)은 오론테스강 어귀에서 후르리 이름을 가진 사람들을 언급한다. 북동쪽에서의 침략에 대한 증거는 없다. 일반적으로 이러한 인명학적 자료들은 후르리인들이 남서쪽으로 확장했음을 보여주는 증거로 받아들여져 왔다.
아마도 무르실리 1세 시대의 히타이트 파편에는 "후르리인의 왕"(LUGAL ERÍN.MEŠ Hurri)이 언급되어 있다. 이 용어는 아마르나 문서에서 미탄니의 투슈라타 왕에게 마지막으로 사용되었다. 왕의 일반적인 칭호는 '후르리인의 왕'이었다(국가를 나타내는 결정사 KUR 없음).

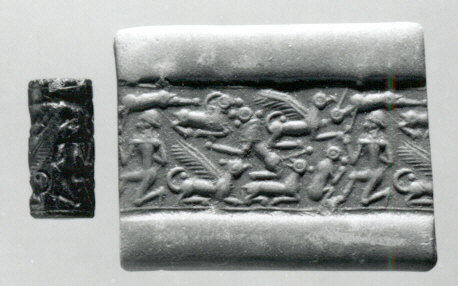
미탄니, c. 기원전 15세기/14세기, 원통 인장 및 현대 인쇄본: 나체의 남성, 그리핀, 원숭이, 사자, 염소

이집트 관료인 천문학자이자 시계 제작자 아메넴헤트(아멘-헤메트)는 자신의 무덤에 "므튼(Mi-ti-ni)이라고 불리는 외국에서 돌아왔다"고 새기도록 명령한 것으로 보이지만, 알렉산드라 폰 리벤(Alexandra von Lieven, 2016)과 에바 폰 다소우(Eva von Dassow, 2022)는 미탄니 원정이 파라오 아흐모세 1세의 통치( 1550c.–1525 BC) 시기, 실제로는 아메넴헤트의 아버지에 의해 이루어졌을 수 있다고 본다. 파라오 투트모세 1세 (1506–1493 BC)의 통치 기간 동안, 미탄니와 나하린이라는 이름은 여러 파라오 장교들의 회상록에 등장한다. 그 중 한 명인 아흐모세 시-아비나는 "...폐하께서 나하린에 도착하셨다..."라고 썼다. 또 다른 아흐모세 파-네크비트는 "...나하린 땅에서 그를 위해 포획했을 때..."라고 기록했다.
메기도 전투 이후, 파라오 투트모세 3세 (1479–1425 BC)의 22년 통치 기간에 한 장교는 다음과 같이 보고했다: "저 [비참한] 카데쉬의 적이 와서 메기도에 들어갔다. 그는 지금 그곳에 있다. 그는 이집트에 충성했던 [모든] 외국 국가의 왕자들과 나하린과 미탄니, 후루, 코데의 사람들과 그들의 말, 그들의 군대를 모았다." 몇몇 후속 군사 작전에서 투트모세 3세 연대기는 나하린을 언급하는데, 특히 그의 통치 33년, 35년, 42년의 기록에서 그렇다. 그 이후부터는 기원전 13세기 중반 제국의 끝까지 현지 기록이 더 많이 나온다.
미탄니 통치자들에게 인도아리아어 이름을 사용하기 시작한 것은 키르타의 뒤를 이어 왕위에 오른 슈타르나 1세부터이다. 미탄니의 바라타르나 왕은 왕국을 서쪽으로 알레포까지 확장하고 아모리인 왕인 알랄라흐의 이드리미를 자신의 봉신으로 삼았으며, 이 왕(파라타르나라고도 함)과 미탄니 왕국의 흥기 사이에는 5세대가 존재한다. 서쪽의 키주와트나 국가도 미탄니에 대한 충성을 바꾸었으며, 동쪽의 아시리아는 기원전 15세기 중반까지 대부분 미탄니의 봉신국이 되었다. 나라는 사우슈타타르 통치 기간 동안 더욱 강해졌지만, 후르리인들은 히타이트인들을 아나톨리아 고원 내부에 묶어두는 데 열심이었다. 서쪽의 키주와트나와 북쪽의 이슈와는 적대적인 히타이트에 대항하는 중요한 동맹이었다.
미탄니의 주요 라이벌은 투트모세 왕조 치하의 이집트였다. 그러나 히타이트 제국의 부상과 함께 미탄니와 이집트는 히타이트 지배의 위협으로부터 공동의 이익을 보호하기 위해 동맹을 맺었다. 시리아 통제권을 놓고 이집트와의 몇 차례 성공적인 충돌 이후, 미탄니는 이집트와 평화를 추구했고 동맹이 형성되었다. 기원전 14세기 초 슈타르나 2세의 통치 기간 동안 관계는 매우 우호적이었으며, 그는 딸 길루-헤파를 아멘호테프 3세 파라오와의 결혼을 위해 이집트로 보냈다. 미탄니는 이제 권력의 절정에 달했다.
그러나 에리바-아다드 (기원전 1390-1366년)의 통치에 이르러 아시리아에 대한 미탄니의 영향력은 약화되었다. 에리바-아다드는 투슈라타와 그의 형제 아르타마마 2세 사이의 왕위 계승 분쟁에 개입했으며, 그 후 그의 아들 슈타르나 2세는 아시리아인들의 지원을 구하면서 자신을 후르리의 왕이라고 칭했다. 친후르리/아시리아 파벌이 미탄니 왕궁에 나타났다. 에리바-아다드는 이로써 아시리아에 대한 미탄니의 영향력을 약화시켰고, 결과적으로 아시리아가 미탄니 문제에 영향력을 행사하게 만들었다. 아시리아의 아슈르-우발리트 (기원전 1365-1330년) 왕은 기원전 14세기 중반에 슈타르나를 공격하고 미탄니 영토를 합병하여 아시리아를 다시 한번 강대국으로 만들었다.
슈타르나의 죽음으로 미탄니는 왕위 계승 전쟁으로 황폐해졌다. 결국 슈타르나의 아들인 투슈라타가 왕위에 올랐지만, 왕국은 상당히 약화되었고 히타이트와 아시리아의 위협이 증가했다. 동시에 이집트와의 외교 관계는 냉각되었고, 이집트인들은 히타이트와 아시리아의 성장하는 세력을 두려워했다. 히타이트 왕 수필룰리우마 1세는 북부 시리아의 미탄니 봉신국들을 침공하고 그들을 충성스러운 신하들로 교체했다.

#### 대시리아 전쟁
수필룰리우마가 투슈라타의 미탄니에 대항하여 벌인 전쟁은 '대시리아 전쟁'이라 불렸다. 전쟁 목표는 미탄니 핵심 지역의 파괴와 시리아 봉신국들의 정복이었다. 여기에는 우가리트를 설득하여 수필룰리우마 편에 서게 하는 것도 포함되었다. 무키시와 누하시가 우가리트에 보복했으나, 수필룰리우마가 도착하자 그들은 히타이트-우가리트 동맹군에 의해 패배했고, 우가리트는 그들의 영토 상당 부분을 합병했다. 수필룰리우마는 그 후 유프라테스강을 건너 와슈칸니를 약탈했고, 투슈라타는 약탈 전에 일부 병력과 함께 도망쳤다. 그 후 수필룰리우마는 시리아로 돌아와 알레포, 무키시, 니야, 아라투, 카트나, 누하시를 정복했다. 이 전역은 기원전 1345년에 벌어졌다. 몇 년 후인 기원전 1327년에는 카르케미시도 포위 공격 끝에 함락되었고, 투슈라타는 전쟁 후 미탄니인들에게 살해당했다.

#### 전쟁 후
수도 와슈칸니에서 새로운 권력 투쟁이 발발했다. 히타이트와 아시리아는 왕위 계승을 주장하는 다른 인물들을 지지했다. 결국 히타이트 군대는 수도 와슈칸니를 정복하고 기원전 14세기 후반 투슈라타의 아들인 사티와자를 미탄니의 봉신왕으로 세웠다. 왕국은 이제 하부르 계곡으로 축소되었다. 아시리아인들은 미탄니에 대한 주장을 포기하지 않았고, 기원전 13세기에는 샬마네세르 1세가 왕국을 합병했다.
미탄니 왕조는 기원전  1600년c.에서 1350년 사이에 북부 유프라테스-티그리스 지역을 통치했지만, 히타이트와 나중에 아시리아의 공격으로 멸망했으며, 미탄니는 기원전  1350년c.에서 1260년 사이에 중아시리아 제국의 지방으로 전락했다.

### 미탄니 멸망 후
미탄니 제국의 최종 붕괴와 함께 영토의 서부 지역은 히타이트의 직접적인 통제하에, 동부 지역은 아시리아의 직접적인 통제하에 놓이게 되었다. 중간 부분은 잔존국인 하니갈바트로 계속 존재했다. 결국 샬마네세르 1세 치하에서 미탄니 영토의 남은 부분은 아시리아의 직접적인 통제하에 놓였다. 이는 투쿨티-닌우르타 1세 사후 중아시리아 세력이 쇠퇴할 때까지 계속되었다.
아시리아의 직접 통치를 받는 동안 하니갈바트는 아시리아 대재상 일리-파다와 같은 임명된 총독들이 통치했는데, 그는 닌우르타-아팔-에쿠르 (1191–1179)의 아버지였으며 하니갈바트의 왕이라는 칭호를 가졌다. 그는 새로 건설된 (기존 미탄니 탑과 주거지 위에) 아시리아 행정 중심지인 텔 사비 아브야드에 거주했다.
바빌로니아 왕 목록 A에는 아시리아 통치자 센나케립 (기원전 705–681년)과 그의 아들 아슈르-나딘-슈미 (기원전 700–694년)가 "하비갈 왕조"로 기록되어 있다.
하니갈바트라는 이름은 기원전 1천년기 후반까지도 사용되었다.

## 인도아리아어의 영향
미탄니의 많은 신성어, 고유명사 및 용어(전문 용어)는 인도아리아어 또는 인도아리아조어에서 유래했다. 역사적으로 존재가 확인된 첫 미탄니 통치자인 슈타르나 1세부터 미탄니는 인도아리아어 계통의 왕명을 사용했다. 키쿨리의 말 조련 문헌에는 인도아리아어에서 유래한 전문 용어가 포함되어 있으며, 하투샤에서 발견된 미탄니의 사티와자 왕과 히타이트의 수필룰리우마 1세 왕 간의 두 조약(KBo I 3 조약 및 KBo I 1 조약과 그 복사본)에는 인도아리아어 신인 미트라, 바루나, 인드라, 나사티야 (아슈빈)가 언급되고 소환된다. 미탄니 수도인 와슈칸니의 지명 또한 인도아리아어 방언에서 유래한 것으로 "만장일치로 받아들여지고 있다". 아넬리제 캄멘후버(Annelies Kammenhuber, 1968)는 이 어휘가 아직 분리되지 않은 인도이란어에서 유래했다고 주장했지만, 마이르호퍼는 특히 인도아리아어의 특징이 존재함을 보여주었다.
일반적으로 인도아리아인들이 상부 메소포타미아와 북부 시리아에 정착하여 정치적 공백기를 거쳐 미탄니 왕국을 세웠으며, 동시에 후르리어를 채택했다고 믿어진다. 이는 인도아리아 이주의 일부로 간주된다. 20세기 후반 이후, 미탄니 왕국이 인도아리아 기원의 왕실과 귀족에 의해 통치되었다는 견해가 학자들 사이에서 지배적이었다.에 따르면, 인도아리아인의 한 분파는 기원전 2천년기 전환기 무렵 다른 인도이란인들과 분리되어 서아시아로 이주하여 미탄니 왕국을 형성했으며, 동시에 후르리어를 채택했다. 에바 폰 다소우(Eva von Dassow, 2022)와 코티첼리-쿠라스 및 피사니엘로(Cotticelli-Kurras and Pisaniello, 2023)와 같은 일부 최근 연구는 미탄니를 인도아리아인으로 현대적으로 식별하고 인도아리아어 화자가 왕조를 세우는 데 기여한 역할을 인정하면서도, 후르리어 사용 국가에서 인도아리아어 어휘의 중요성에 대해 이의를 제기하며, 이것이 미탄니 왕들의 인도아리아 기원을 나타내지는 않는다고 주장한다. 그러나 알렉산더 루보츠키 (2023)에 따르면, 미탄니 왕국의 군사 엘리트 (마르얀누 참조)는 아리아인 후손이었고 그들의 언어는 명확한 인도아리아적 특징을 보여준다.
재스퍼 에이뎀(Jasper Eidem)은 2014년에 파루크 이스마일(Farouk Ismail)의 이전 연구를 보고하면서, 텔 레일란에서 발견된 기원전 1761년 직전의 편지에 나오는 마리안누(marijannu)라는 단어를 언급했다. 이 시기는 짐리-림의 통치가 마리 지역에서 끝난 때이다. 크루넨(Kroonen) 외 (2018)는 이를 미탄니 왕국 형성보다 2세기 앞선 시리아에 인도아리아어의 초기 존재로 간주하는데, 이는 마리안누가 일반적으로 '남자' 또는 '젊은이'를 의미하며 군사 문제 및 전차와 관련된 인도아리아어 *marya의 후르리화된 형태로 여겨지기 때문이다.

## 고고학
최근까지 북부 메소포타미아 유적지에서 중기 청동기 시대와 후기 청동기 시대 사이의 고고학적 공백에 "암흑기"라는 개념이 적용되었지만, 콘스탄차 코피니는 이를 "전환기"로 보며 "후기 청동기 시대 0"이라고 부를 수 있다고 생각한다. 이는 기원전 1728년경(중기 연대기) 삼수 일루나의 23년 통치 기간에 텔 레일란이 멸망한 시점부터 미탄니의 지배(기원전 1600-1550년경)까지 이어진다. 이들은 하부르 토기의 세 번째 단계가 출현한 후기 청동기 시대 I에서 역사적으로 미탄니의 첫 흔적이다.
미탄니의 고고학적 핵심 지역은 상부 메소포타미아와 트랜스-티그리스 지역(북동부 이라크)이다.

### 상부 메소포타미아
미탄니 유적은 주로 상부 메소포타미아의 세 지역에서 발견되었다: 북동 시리아 자지라 지역, 북 시리아, 남동 튀르키예 (상부 티그리스).

#### 북동 시리아 (자지라 지역)

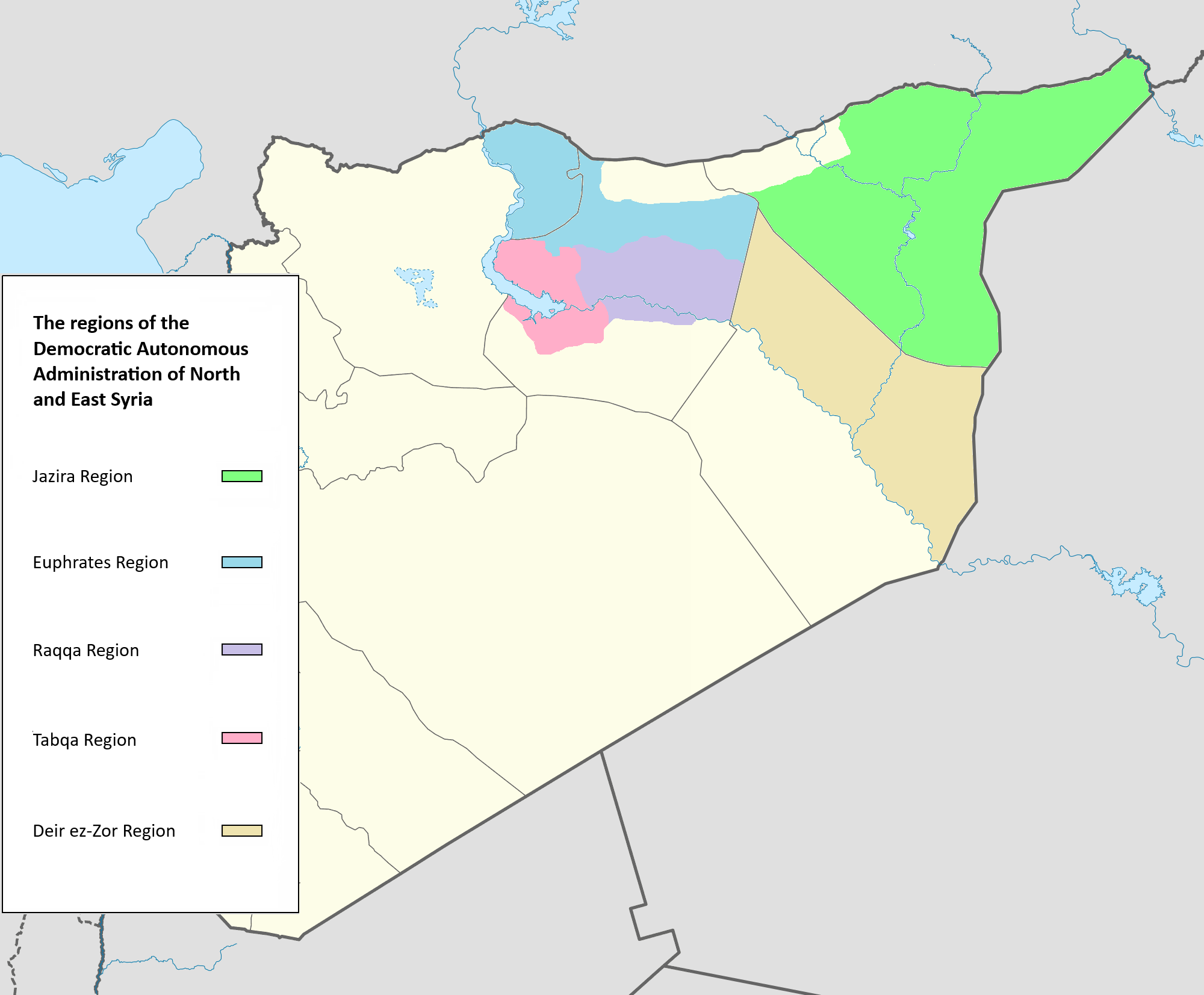
북동 시리아의 연한 녹색 자지라 지역.

자지라 지역의 미탄니 초기 단계는 기원전 1600년경부터 1550년까지의 후기 하부르 토기가 특징이다. 이 도기는 이전의 비미탄니 구바빌로니아 시대에서 이어지는 연속성을 보여준다. 기원전 1550년경부터 1270년까지는 채색 누지 토기 (미탄니 시대의 가장 특징적인 도기)가 젊은 하부르 토기와 함께 발전했다.
미탄니는 수도 와슈칸니를 중심으로 전초 기지를 두었으며, 그 위치는 고고학자들에 의해 하부르강의 수원에 있는 것으로 확인되었고, 최근 독일 고고학 발굴에 따르면 텔 페케리예 유적지일 가능성이 높다. 타이테 시도 미탄니의 "왕실 도시"로 알려져 있었으나 현재 위치는 불명이다.
텔 브락의 주요 기원전 3천년기 도시 중심지는 구바빌로니아 시대에 소규모 정착지로 축소되었으나, 미탄니에 의해  1600년c.경 크게 발전했다. 궁전과 사원을 포함한 기념비적인 건물들이 고지대에 건설되었고, 40헥타르 규모의 하층 도시가 발달했다. 미탄니의 점령은  1300년c.에서 1275년 사이에 유적지가 (두 단계에 걸쳐) 파괴될 때까지 지속되었으며, 아마도 아시리아인들에 의해 파괴된 것으로 추정된다. 현대 발굴 과정에서 미탄니 시대 서판 두 개가 발견되었다. 하나(TB 6002)는 "아르타수마라 왕, 슈타르나 왕의 아들"을 언급했다. 탈 알-하미디야에서 후기 미탄니 시대 서판 17개가 발견되었다.

#### 북시리아
알려지지 않은 미탄니 왕이 발행한 가장 오래된 석판은 기원전 1500년경으로 추정되는 텔 함맘 엣-투르크만 유적지에서 발견되었다.
기원전 1400년에서 1200년(방사성 탄소 연대 측정) 사이의 미탄니 시대 거주지가 텔 바지 유적지에서 발견되었다. 발굴된 유물 중에는 미탄니 원통 인장과 여러 의식용 그릇이 포함되어 있다. 미탄니 통치자 사우슈타타르와 아르타마마 1세가 봉인한 미탄니 시대 쐐기 문자 석판 두 개도 발견되었다. 텔 하디디 (아주)에도 미탄니 통치 기록이 있다.

#### 남동 튀르키예 (상부 티그리스)
튀르키예 남부 상부 티그리스강 우안의 을르수 댐에서 진행된 (2017년) 구제 발굴에서 무슬뤼만테페(Müslümantepe)의 사원 유적에서 의식 유물과 미탄니 원통 인장이 발견되었는데, 방사성 탄소 연대 측정 결과 기원전 1760-1610년으로 추정되어 미탄니 시대의 매우 이른 시작을 보여주었다. 고고학자 에이유프 아이(Eyyüp Ay)는 그의 (2021년) 논문에서 사원의 두 번째 단계를 "공방에서 일하는 장인들과 농부, 정원사, 목자들이 있는 행정 중심지"로 묘사하며, "강력한 미탄니 지도자에게 속한 사제가 통치했을 수 있다"고 언급한다.

### 트랜스-티그리스 지역 (북동 이라크)
상부 티그리스강 동쪽, 이라크 북부의 트랜스-티그리스 지역에서는 현재 바세트키라고 불리는 유적지가 발굴되었는데, 이는 기원전 1550년부터 1300년까지의 미탄니 층을 가진 고대 도시 마르다마일 가능성이 높으며, 그 A9단계(트렌치 T2)는 기원전 16세기 중반 청동기 시대/후기 청동기 시대 전환기 또는 원시 미탄니 점유를 나타낼 수 있다. 후속 발굴 시즌에는 더 깊은 A10단계에서 중기 청동기 시대와 미탄니 토기가 혼합된 형태로 발견되었는데, 이는 중기에서 후기 청동기 시대로 넘어가는 전환기(기원전 17세기 후반 – 16세기 초반)로 간주된다.
2010년, 현재 이라크 쿠르디스탄의 티그리스강 기슭에 위치한 케무네의 3,400년 된 청동기 시대 미탄니 궁전 유적이 발견되었다. 2018년과 2022년에 가뭄으로 수위가 크게 낮아지면서 유적을 발굴하는 것이 가능해졌다. 첫 번째 발굴에서 바빌로니아 쐐기 문자로 아카드어로 쓰여진 10개의 미탄니 시대 서판이 발견되었는데, 후르리 이름이 새겨져 있었으며 중기 트랜스-티그리스 IA 및 IB 시대로 거슬러 올라간다. 피터 팔츠너(Peter Pfälzner, 2007)에 따르면 중기 트랜스-티그리스 IA 및 IB는 각각 ( 1550c.-1350 BC)와 ( 1350c.-1270 BC)로 연대가 측정된다. 두 번째 발굴에서는 도시 전체가 지도화되었고 100개의 중아시리아 서판이 발견되었다. 이들은 지진으로 도시가 파괴된 후의 것으로 연대가 측정되었으며 아직 출판되지 않았다.
쿠르드 카부르스탄의 미탄니 세 단계는 3단계가 기원전 1538~1505년경, 2단계가 기원전 1512~1491년에 시작하여 기원전 1501~1479년에 끝나고, 1단계가 기원전 1489~1463년에 시작하여 기원전 1475~1435년에 끝나는 것으로 밝혀졌다. 이 자료는 중기 청동기 시대 파괴와 미탄니 재점령 사이에 2세기 동안의 공백이 있었음을 시사한다.

### 도자기 및 기타 특징
적어도 기원전 1550년경, 후기 청동기 시대 초부터 채색 누지 토기는 미탄니 유적의 특징적인 도기로 확인되었다. 이 장식된 도자기의 기원은 아직 풀리지 않은 문제이지만, Pecorelia (2000)는 에게 문명의 카마레스 토기로 이전 개발되었을 가능성을 제기했다. S. Soldi는 텔 브락이 이 채색 누지 토기 생산을 전문으로 한 첫 번째 중심지 중 하나였다고 주장하며, 샘플 분석은 미탄니 왕국 전역의 여러 중심지에서 현지 생산되었다는 가설을 뒷받침한다. 이 도기는 특히 상부 메소포타미아에서 인기가 많았지만, 알랄라흐나 우가리트와 같은 서부 시리아 도시에서는 간헐적으로 나타난다.
기원전 15세기와 14세기 전반에 걸쳐 미탄니는 북서 시리아에서 동부 티그리스까지 이르는 광대한 지역을 통치하며 절정에 달했다.

## 미탄니 통치자
기원전 1550년 이전에 처음 권력을 잡은 미탄니는 다음과 같은 알려진 왕들을 배출했다:
모든 연대는 중기 연대기 기준
| 통치자         | 재위 기간       | 비고                                                                                               |
| -------------- | --------------- | -------------------------------------------------------------------------------------------------- |
| 마이타         |                 | 동음이의어 창립자, 아마도 신화적 인물                                                              |
| 키르타         | 기원전 1540년c. | 최초의 알려진 왕, 전설적 인물일 수도 있음                                                          |
| 슈타르나 1세   |                 | 알랄라흐 봉인에 따르면 키르타의 아들                                                               |
| 파라타르나 1세 | 기원전 1500년c. | 키르타의 아들, 알랄라흐의 이드리미, 키주와트나의 필리야, 하티의 지단타 2세와 동시대 인물           |
| 파르샤타타르   | 기원전 1485년c. | 파라타르나 1세의 아들                                                                              |
| 사우슈타타르   | 기원전 1465년c. | 테르카의 시니아와 치스-아두, 하티의 투드할리야 1세, 알랄라흐의 니크메파와 동시대 인물, 아슈르 약탈 |
| 파라타르나 2세 | 기원전 1435년c. | 테르카의 치스-아두와 동시대 인물                                                                   |
| 샤이타르나     | 기원전 1425년c. | 테르카의 치스-아두와 동시대 인물                                                                   |
| 아르타마마 1세 | 기원전 1400년c. | 투트모세 4세 파라오와 조약, 아멘호테프 2세 파라오와 동시대 인물                                    |
| 슈타르나 2세   | 기원전 1380년c. | 딸이 재위 10년에 아멘호테프 3세 파라오와 결혼                                                      |
| 아르타슈마라   | 기원전 1360년c. | 슈타르나 2세의 아들, 짧은 재위                                                                     |
| 투슈라타       | 기원전 1358년c. | 히타이트의 수필룰리우마 1세, 아멘호테프 3세와 아크나톤 파라오와 동시대 인물, 아마르나 문서         |
| 아르타마마 2세 | 기원전 1335년c. | 히타이트의 수필룰리우마 1세와 조약, 아시리아의 아슈르-우발리트와 동시대 인물                       |
| 슈타르나 3세   | 기원전 1330년c. | 히타이트의 수필룰리우마 1세와 동시대 인물                                                          |
| 사티와자       | 기원전 1330년c. | 히타이트 제국의 봉신, 쿠르티와자 또는 마티와자로도 알려짐                                          |
| 샤투아라 1세   | 기원전 1305년c. | 아다드-니라리 휘하의 아시리아 봉신                                                                 |
| 와사샤타       | 기원전 1285년c. | 샤투아라의 아들                                                                                    |
| 샤투아라 2세   | 기265년c.       | 아시리아 정복 이전 미탄니의 마지막 왕                                                              |

모든 연대는 다른 고대 근동 국가들의 연대기와 비교하여 산출된 것이므로 주의해서 받아들여야 한다.

### 파라타르나 1세 / 바라타르나
바라타르나 왕은 누지에서 발견된 쐐기 문자 서판과 알랄라흐의 이드리미 비문을 통해 알려져 있다. 그는  1500년c.–1480년 재위했다. 이집트 자료에는 그의 이름이 언급되어 있지 않으며, 그가 투트모세 3세 (1479 – 1425 BC)와 싸웠던 나하린의 왕이었다는 것은 추정에서만 유추될 수 있다. J. A. 벨몬테-마린은 H. 클렌겔을 인용하여 이 왕(파라타르나라고도 함)이  1510년c.–1490년(중기 연대기)에 재위했다고 본다. 또 다른 누지 비문(HSS 13 165)에서 알려진 파르샤(타)타르는 그의 죽음을 언급하는 날짜 미상의 재고 목록으로, M. P. 메이드맨, 에바 폰 다소우, 이안 므라조프는 바라타르나와 다른 왕으로 간주한다.
투트모세 3세는 통치 33년에 미탄니에서 다시 전쟁을 벌였다. 이집트 군대는 카르케미시에서 유프라테스강을 건너 이린(Iryn)이라는 도시에 도달했는데, 이는 아마도 현재의 에린으로 알레포에서 북서쪽으로 20km 떨어져 있다. 그들은 유프라테스강을 따라 에마르 (마스카나)로 내려갔다가 미탄니를 통해 귀국했다. 니야 호수에서 코끼리 사냥은 연대기에 포함될 만큼 중요했다.
미탄니에 대한 승리는 누하시 (시리아 중부)에서의 이집트 군사 작전 기록에 남아 있다. 바라타르나 또는 그의 아들 사우슈타타르는 누하시까지 북부 미탄니 내륙을 통제했으며, 오론테스강 어귀의 무키시 왕국에서 키주와트나부터 알랄라흐까지 해안 영토를 통제했다. 이집트 망명에서 돌아온 알랄라흐의 이드리미는 바라타르나의 동의가 있어야만 왕위에 오를 수 있었다. 그가 무키시와 아마우를 통치하게 되었지만, 알레포는 미탄니에 남아 있었다.

### 사우슈타타르

사우슈타타르의 왕실 인장의 중앙 부분. 쐐기 문자 전설에는 "DUMU Par-sa-ta-tar"와 "LUGAL Ma-i-ta-ni"라고 적혀 있다.

사우슈타타르는 기원전  1480c.–1460년에 미탄니 왕으로 재위했다. 그는 15세기 어느 시점에 누르-일리 통치 기간 동안 아시리아 수도 아수르를 약탈하고 왕궁의 은문과 금문을 와슈칸니로 가져갔다. 이는 후대의 히타이트 문서인 수필룰리우마-사티와자 조약에서 알려진 사실이다. 아수르 약탈 이후, 아시리아는 에리바-아다드 (기원전 1390년–1366년) 시대까지 미탄니에 조공을 바쳤을 수 있다.
서쪽의 알레포와 동쪽의 누지 및 아라파 국가들도 사우슈타타르 시대에 미탄니에 편입된 것으로 보인다. 사우슈타타르의 인장이 찍힌 서신(HSS 9 1)이 주요 봉분 바로 북쪽에 위치한 누지의 실와-테슈프 왕자의 집(A26호실)에서 발견되었다. 이 서신은 미탄니의 봉신 통치자 아라파의 이티아에게 보내진 것이다. 사우슈타타르가 서신에 언급되지 않고 왕실 인장은 종종 통치자의 재위 기간이 지난 후에도 사용되었기 때문에, 특히 제국 주변부에서는 이 서신의 날짜를 파악하기 어렵다. 스타인(Stein)은 여러 요인에 기반하여 이 서신의 날짜를  기원전 1400년c.으로 추정한다. 그의 인장은 사자 및 기타 동물들과 싸우는 영웅과 날개 달린 천재들을 보여주며, 날개 달린 태양도 포함되어 있다. 이 스타일은 사용 가능한 공간 전체에 수많은 인물들이 분포되어 있으며, 전형적인 후르리 양식으로 간주된다. 알랄라흐에서 발견된 슈타르나 1세의 두 번째 인장은 사우슈타타르가 두 편의 편지(AT 13, 14)에서 사용했으며, 더욱 전통적인 포스트-아카드-우르 3기 양식을 보여준다.
이집트 파라오 아멘호테프 2세 통치 기간 동안 미탄니는 투트모세 3세가 정복했던 중부 오론테스 계곡에서 다시 영향력을 되찾은 것으로 보인다. 아멘호테프 2세는 기원전 1425년에 시리아에서 싸웠는데, 아마도 미탄니와도 싸웠지만 유프라테스강에 도달하지는 못했다.

### 아르타마마 1세와 슈타르나 2세
나중에 이집트와 미탄니는 동맹을 맺었고, 슈타르나 2세 왕은 이집트 궁정에서 환대를 받았다. 우호적인 편지, 호화로운 선물, 그리고 호화로운 선물을 요청하는 편지가 교환되었다. 아마르나 서신 세 통 (EA 182, EA 183, EA 185)이 무시후나에서 슈타르나에 의해 보내졌다. 미탄니는 특히 이집트 금에 관심이 많았다. 이는 여러 왕실 결혼으로 절정에 달했는데, 아르타마마 1세 왕의 딸은 투트모세 4세와 결혼했다. 슈타르나 2세의 딸인 킬루-헤파 또는 길루헤파는 기원전 14세기 초에 통치한 파라오 아멘호테프 3세와 결혼했다. 나중에 왕실 결혼에서는 투슈라타의 딸인 타두-헤파 또는 타두헤파가 이집트로 보내졌다.
아멘호테프 3세가 병에 걸렸을 때, 미탄니 왕은 그에게 질병 치료로 유명한 니네베의 여신 사우슈카 (이슈타르) 상을 보냈다. 이집트와 미탄니 사이의 대략 영구적인 국경은 오론테스강의 카트나 근처에 있었던 것으로 보이며, 우가리트는 이집트 영토의 일부였다.
미탄니가 이집트와 평화를 모색한 이유는 히타이트와의 문제 때문이었을 수 있다. 투드할리야 1세라는 히타이트 왕은 키주와트나, 아르자와, 이슈와, 알레포, 그리고 아마도 미탄니 자체에 대항하는 작전을 수행했다. 키주와트나는 그 시기에 히타이트에 넘어갔을 수 있다.

### 아르타슈마라와 투슈라타

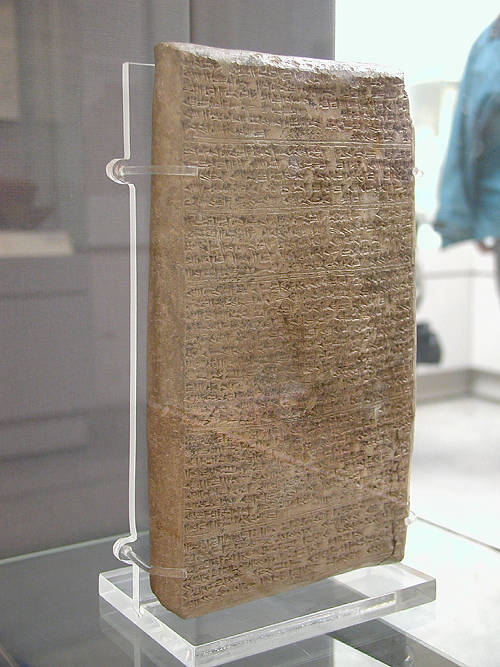
쐐기 문자 서판, 미탄니의 투슈라타가 아멘호테프 3세에게 보낸 편지 (투슈라타 왕의 편지 13통 중). 대영박물관

아르타슈마라(Artašumara)는  기원전 1360년c.-1358년 재위했으며, 텔 브락에서 발견된 "아르타수마라 왕, 슈타르나 왕의 아들"이라는 단 한 번의 언급과 아마르나 문서 17편에서만 알려져 있다. 후자에 따르면, 슈타르나 2세가 사망한 후 그는 잠시 권력을 잡았지만 살해(투히라는 이름의 누군가에 의해)당하고 그의 형제 투슈라타가 뒤를 이었다. 투슈라타는  기원전 1358년c.-1335년 재위했다.
투슈라타에 대한 정보는 두 가지 출처에서 나온다. 하나는 아마르나 문서이고, 다른 하나는 히타이트 통치자 수필룰리우마 1세와 투슈라타의 아들인 사티와자 간의 수필룰리우마-사티와자 조약 문헌이다. 하투샤의 고대 히타이트 수도에서 발견된 이 두 조약은 투슈라타의 아들일 가능성이 있는 미탄니의 사티와자가 수필룰리우마 1세의 봉신이 되는 상태를 성문화한다. 하나(CTH 51, KBo I 1로도 알려짐)는 히타이트 관점의 완전한 역사적 서문을 포함하며, 이 서판은 아르타마마 2세와의 기존 히타이트 조약이 여전히 유효함을 확인하여 수필룰리우마가 위험을 분산하고 있었음을 시사한다. 다른 하나(CTH 52)는 미탄니 관점의 역사적 서문을 포함하지만 부분적으로 유실되었고, 최근 몇 년 동안 이 서판의 또 다른 파편이 발견되었다. 이 서문들은 투슈라타 시대의 사건에 대한 정보를 제공하지만, 두 조약 당사자의 자기 이익 관점에서 고려되어야 한다. 조약의 서문은 후대의 회고록이며 조약 당사자의 이해관계에 의해 걸러지지만, 이집트에서 발견된 서판은 직접적인 정보를 제공한다. 아마르나 문서 8통은 아멘호테프 3세 파라오에게 보내졌고 (EA 19와 EA 23 포함), 4통은 아크나톤 파라오에게 보내졌다 (EA 27 포함). 투슈라타가 티이 왕비, 아멘호테프 3세의 아내이자 아크나톤의 어머니, 투탕카멘의 할머니에게 보낸 아마르나 문서 한 통이 있었다 (EA 26). 서판에 있는 신관문자 메모에는 EA 23이 아멘호테프 3세 통치 36년에 도착했다고 명시되어 있는데, 표준 이집트 연대기상 대략 기원전 1350년이다.
아마르나 서신 중 일부는 투슈라타와 파라오들 사이의 사소한 문제들을 다루었다. 아멘호테프 3세는 투슈라타의 딸 타두헤파와의 결혼을 요청했고, 신부 지참금 문제로 약간의 의견 교환 끝에 그녀는 이집트로 가서 파라오의 아내가 되었다. 그리고 그 파라오가 통치 말기에 병이 들었을 때 투슈라타는 슈타르나 2세 시대에 그랬듯이 니네베의 후르리 여신 사우슈카 (실제로는 그녀의 숭배상)를 그에게 보냈다(EA 23). 그러나 아마르나 서신의 주요 초점은 이집트의 영향력 감소와 히타이트 세력의 부상으로 인한 시리아 권력 재편의 결과였으며, 그 사이에 여러 소규모 세력이 끼어 있었다. 투슈라타의 첫 번째 편지에서 그는 자신의 영토를 침공한 히타이트 군대를 파괴했다고 주장하며, 전차와 여러 노예를 포함한 전리품 목록을 포함했다. 이후 편지들에서는 히타이트 통치자가 미탄니에 맞서기 위해 파라오와의 기존에 좋지 않던 관계를 개선하려 노력하는 모습을 볼 수 있다. 비블로스의 왕 리브-핫다가 보낸 다른 아마르나 서신(EA 85, EA86, EA95)에 따르면, 투슈라타는 아무루에 대한 대규모 미탄니 습격에 직접 참여했다. 또 다른 아마르나 서신 (EA 75)에서 리브-핫다는 아케나텐에게 미탄니의 모든 땅이 히타이트에 정복되었다고 말하지만, 그 날짜는 불확실하다.
수필룰리우마-사티와자 조약은 다음과 같이 말한다:
태양신 슈빌룰리우마, 위대한 용사, 하티의 왕, 테슈브의 사랑을 받는 자, 하리(Harri)의 왕 아르타마마가 조약을 맺은 후에, 미탄니의 왕 투슈라타가 그를 높였을 때, 나는 용사 하티의 왕으로서 투슈라타에 맞서 나 자신을 높였고, 강 이쪽의 땅들을 약탈하고, 니블라니 산을 내 영토로 복원했다...그의 아들이 그의 신하들과 함께 강해졌을 때, 그는 그의 아버지 투슈라타 왕을 살해했다. 그리고 투슈라타 왕이 죽자, 테슈브는 아르타마마에게 유리한 판결을 내렸고, 그의 아들 아르타마마는 살아남았다...그러나 하리 백성들은 불만을 품었고 마리안니와 함께 슈타타라가 왕자 마티우아자를 죽이려 했다. 그는 탈출하여 태양신 슈빌룰리우마 앞에...왔다. 위대한 왕은 이렇게 말했다: '테슈브가 그에게 유리한 판결을 내렸다.' 이에 나는 투슈라타 왕의 아들 마티우아자를 내 손으로 데려와 그의 아버지의 왕좌에 앉혔다.

투슈라타는 서쪽에서는 부상하는 히타이트 신왕국, 동쪽에서는 중아시리아 시대 초기에 미탄니의 통제에서 벗어나기 시작하는 아시리아 세력이라는 어려운 상황에 직면했다. 그의 통치는 왕위 계승 위기로 시작하고 끝났다. 미탄니나 아시리아 기록이 없으므로, 우리는 좋든 나쁘든 히타이트 왕의 역사적 주장에 의존할 수밖에 없다. 요약하면 다음과 같다.
- 정치적 측면 - 슈타르나 2세의 죽음과 함께 투슈라타와 아르타슈마라 사이의 위기가 발생하여 투슈라타가 왕위에 올랐다. 이에 대항하기 위해 히타이트는 다른 형제인 아르타마마 2세와 조약을 맺었으나 성공하지 못했다. 그리고 비교적 긴 재위 기간(아마르나 서신의 시기에 근거) 후, 투슈라타는 아들(이름은 밝혀지지 않았지만 일반적으로 슈타르나 3세로 추정)에게 살해당했고, 그 아들은 아시리아와 동맹을 맺어 미탄니의 권력을 잡고 아시리아에게 미탄니 영토의 일부를 넘겼다. 투슈라타의 또 다른 아들인 사티와자는 히타이트 왕의 봉신이 되어 미탄니 영토 일부를 되찾는 데 도움을 받는 대가로 봉신이 되었다(나머지는 수필룰리우마의 아들 피야시실리스가 카르케미시 왕이 되어 통치했다).[114] 그리고 이는 실제로 일어났다. 아르타마마 2세와의 원래 조약이 특별히 유지되었다는 점은 그가 투슈라타보다 오래 살았음을 시사한다.
- 군사적 측면 - 투슈라타가 히타이트 왕을 모욕하여 폐위당하기를 거부했을 가능성이 있으며, 수필룰리우마는 미탄니의 이익에 대항하여 "1년 전쟁"과 "6년 전쟁"이라는 두 차례의 원정을 시작했다. 첫 번째 전쟁은 아크나텐 통치 15년경에 일어난 것으로 추정된다.[115] 두 전쟁 사이에 얼마나 시간이 흘렀는지는 불분명하다. 투슈라타를 물리치는 데는 성공하지 못했지만, 군사적 노력으로 키주와트나, 아무루, 알레포, 누하시를 포함한 여러 미탄니의 봉신/동맹국들을 장악하는 데 성공했다.[116][117]

### 사티와자

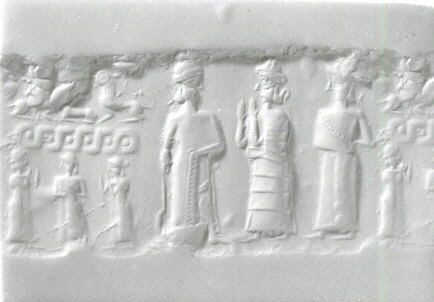
미탄니, c. 기원전 1500년–1350년, 원통 인장

사티와자는  기원전 1330년c.-1305년 재위했다. (또는 슈티와자, 쿠르티와자, 마티와자). 그의 아버지 투슈라타의 재위 후반부처럼, 그의 시대에 대해 알려진 것은 사티와자가 히타이트 왕 수필룰리우마 1세의 봉신이 되는 과정을 다룬 부분적으로 복원된 두 히타이트 문서에서 비롯된다. 첫 번째 문서(CTH 51)는 봉신의 조건을 명시하고, 두 번째 문서(CTH 52)에서 사티와자는 이 조건을 수락한다. 이 문서는 공백과 난해한 산문 때문에 해석하기 어려울 수 있다. 수필룰리우마-사티와자 조약은 다음과 같이 기록되어 있다.
[언제?] (나) 미탄니 왕 투슈라타의 아들 마티우아자가 미탄니의 [통치권]을 슈타르나에게 넘겼을 때, 왕 아르타마마, 그의 아버지,는 옳지 않은 일을 했다. 그의 궁전(?) . . . 그의 소유물과 함께 그는 낭비했다;
그것들을 아시리아와 알셰에 주려고 그는 그것들을 낭비했다. 나의 아버지 투슈라타 왕은 궁전을 짓고 보물로 채웠지만, 슈타르나는 그것을 파괴하고 전복시켰다.

히타이트 문헌에서 가장 잘 파악할 수 있는 내용은 (이름이 밝혀지지 않은) 아들이 이전 왕 투슈라타를 살해하여 투슈라타의 형제인 아트라타마 2세, 투슈라타의 아들인 슈타르나 3세, 그리고 투슈라타의 아들인 사티와자 사이에 왕위 계승 위기가 발생했다는 것이다. 히타이트는 그 후 아트라타마 2세와 조약을 맺었다(수필룰리우마-사티와자 조약 당시에도 유효). 아트라타마 2세와 슈타르나 3세 중 일부 또는 이들의 조합은 아시리아와 동맹을 맺어 미탄니에서 권력을 유지하고, 기원전 1450년경 미탄니 왕 사우슈타타르가 아슈르를 약탈했을 때 가져갔던 숭배 물품을 돌려주었다. 이로 인해 사티와자는 히타이트 왕 수필룰리우마에게 가서 히타이트 군사 지원을 대가로 봉신 관계를 선언했다. 이 전략은 히타이트군이 승리하면서 성공했지만, 봉신이 되는 것 외에도 미탄니 영토 일부를 히타이트에 할양하는 대가가 따랐고, 그 영토는 후에 왕의 아들 피야실리스가 카르케미시의 왕으로서 통치하게 되었다. 합의의 일부로 사티와자는 수필룰리우마의 딸과 왕비로 결혼하게 되며, 10명의 아내를 둘 수 있지만 다른 아내들은 주요 아내가 될 수 없으며, 왕비와의 결혼에서 태어난 자녀가 계승하게 된다. 히타이트 문헌에는 해석하기 어려운 왕위 계승 전쟁에 대한 몇 가지 정보가 포함되어 있다. 한때 후르리 귀족들이 타이테로 끌려가 "십자가에 못 박혔다"고 기록되어 있지만, 이 관행은 고대 근동에서는 고전 시대까지 알려지지 않았다. 그리고 한때 사티와자가 200대의 전차를 가지고 카시트인에게 도망쳤지만, 카시트인들이 전차를 몰수하고 그를 죽이려 했으며, 그는 기적적으로 탈출하여 수필룰리우마에게로 갔다. 미탄니의 남은 왕좌에 올랐을 것으로 추정되는 사티와자는 역사에서 사라졌다.

### 샤투아라 1세
샤투아라는  기원전 1305년c.-1285년 재위했다. 아시리아 왕 아다드-니라리 ( 1307년c.–1275년)의 왕실 비문에는 미탄니의 봉신 왕 샤투아라 1세가 아시리아에 반란을 일으키고 적대적인 행동을 저질렀다고 기록되어 있다. 이 샤투아라가 파르타타마 왕조와 어떤 관계인지는 불분명하다. 일부 학자들은 그가 아르타마마 2세의 둘째 아들이자 사티와자의 한때 경쟁자였던 슈타르나의 형제였다고 생각한다. 아다드-니라리는 샤투아라 왕을 포로로 잡고 아슈르로 데려와 봉신으로서 서약을 맺게 했다고 주장한다. 그 후 그는 미탄니로 돌아가는 것이 허용되었고, 그곳에서 아다드-니라리에게 정기적으로 조공을 바쳤다. 이는 히타이트 왕 무르실리 2세의 통치 기간에 일어났을 것이지만, 정확한 날짜는 없다.

### 와사샤타
아시리아 왕 아다드-니라리 1세의 비문(BM 115687)에 따르면, 샤투아라의 아들 와사샤타(또는 우아사샤타)는  기원전 1285년c.-1265년 재위했으며, 반란을 시도했다. 그는 히타이트의 도움을 구했지만 오지 않았다. 히타이트는 와사샤타의 돈을 가져갔지만 도와주지 않았다. 아시리아인들은 더 확장하여 왕도인 타이두를 정복하고, 와슈칸니, 아마사쿠, 카핫, 슈루, 나불라, 후라, 슈두후도 점령했다. 그들은 이리두를 정복하고 완전히 파괴한 후 소금을 뿌렸다. 와사샤타의 아내, 아들, 딸들은 많은 전리품과 다른 포로들과 함께 아슈르로 끌려갔다. 와사샤타 자신은 언급되지 않았으므로 포획을 피했을 수도 있다. 히타이트 왕이 (아마도 이집트 왕에게) "하니갈바트의 왕"을 언급하는 편지(KBo. 1, 14)가 있는데, 이는 와사샤타였을 가능성이 있다.

### 샤투아라 2세
아시리아 왕 샬마네세르 1세 (기원전 1270년대–1240년대)의 왕실 연대기(A.0.77.1)에 따르면, 하니갈바트의 샤투아라 2세 왕은 기원전 1250년경 히타이트와 유목민 아흘라무의 도움을 받아 아시리아의 지배에 반란을 일으켰다. 샬마네세르 1세는 히타이트와 미탄니를 격파하여 14,400명을 살해했으며, 나머지는 눈이 멀게 하고 끌고 갔다고 주장했다. 그의 비문에는 아홉 개의 요새화된 사원을 정복했다는 내용이 있으며, 180개의 후르리 도시가 "돌무더기로 변했다"고 하고, 샬마네세르는 "히타이트와 그의 동맹인 아흘라무의 군대를 양처럼 도살했다"고 기록되어 있다. 타이두에서 이리두까지의 도시들과 카시아르 산 전체에서 엘루핫까지, 그리고 수두와 하라누 요새에서 유프라테스강의 카르케미시까지가 정복되었다. 또 다른 비문에는 카핫에 있는 신 아다드의 사원이 복원되었다는 내용이 있는데, 이 미탄니 도시는 또한 점령되었을 것이다.

## 같이 보기
- 근동의 고대사 연대학
- 메소포타미아 왕조 목록
- 고대 근동의 도시 목록
- 히타이트의 역사
- 일곱 점 그림 문자

### 설명주
1. ↑  /mɪˈtæni/
  - 히타이트어: 𒆳𒌷𒈪𒋫𒀭𒉌 KUR URUMi-ta-an-ni; Mittani or 히타이트어: 𒈪𒀉𒋫𒉌 Mi-it-ta-ni
2. ↑  Hanikalbat, Khanigalbat, 아카드어: 𒄩𒉌𒃲𒁁 Ḫa-ni-gal-bat, Ḫa-ni-rab-bat
3. ↑  미탄니에 대한 인도아리아어의 영향 정도에 대한 논쟁은 § 인도아리아어 영향을 참조하시오.
4. ↑  크리스토퍼 벡위스 (2009),[60] 피타 켈레크나 (2009),[61] 아스코 파르폴라 (2015),[62] 엘레나 예피모브나 쿠즈미나 (2007),[63] 알렉산더 루보츠키 (2023),[64] 프랑스 반 코펜(Frans van Koppen, 2017)[65] 등이 포함

### 참조주
1. 1 2 3  van Koppen, Frans, (2004). "The Geography of the Slave Trade and Northern Mesopotamia in the Late Old Babylonian Period", in: H. Hunger and R. Pruzsinszky (eds.), Mesopotamian Dark Age Revisited, Österreichische Akademie der Wissenschaften, Vienna, p. 21, and footnote 65: "An unpublished Old Babylonian text dated to Ammi-Saduqa (circa 1600 B.C.), the knowledge of which I owe to the kindness of Mr. Douglas Kennedy of the Centre National de Recherches de Paris, deals with the issue of beer to the tu-ur-gu-ma-an-ni ša éren ḫa-bi-in-gal-ba-ti-i ‘the dragomans of the Hanigalbatian soldiers/workers’"[quoting Gelb 1968: 97], and "...A personnel register, probably also from the reign of Ammisaduqa, mentions the person ib-ba-tum éren ḫa-bi-in-ga-al-ba-at (BM96955 iii 9)..."
2. ↑  Shaw, Ian; Jameson, Robert (2008년 4월 15일). 《A Dictionary of Archaeology》 (영어). John Wiley & Sons. 402쪽. ISBN 978-0-470-75196-1.
3. ↑  Buccellati, Giorgio, and Marilyn Kelly-Buccellati, (1997). "Urkesh: The First Hurrian Capital", The Biblical Archaeologist, vol. 60, no. 2, 1997, pp. 77–96. Abstract: "...the sealings provided satisfying proof that Tell Mozan was the site of the third-millennium Hurrian capital city Urkesh..."
4. ↑  Salvini, Mirjo. "The earliest evidences of the Hurrians before the formation of the reign of Mittanni." Urkesh and the Hurrians Studies in Honor of Lloyd Cotsen. Urkesh/Mozan Studies Bibliotheca Mesopotamica. Malibu: Undena Publications (1998): 99-115
5. ↑  Lawler, Andrew. "Who Were the Hurrians?" Archaeology, vol. 61, no. 4, 2008, pp. 46–52
6. ↑  Yakubovich, I. (2011). [Review of Einführung in die hurritsche Sprache, by I. Wegner]. Journal of Near Eastern Studies, 70(2), 337–339
7. 1 2 3  von Dassow, Eva (2022), “Mittani and Its Empire”, 《The Oxford History of the Ancient Near East: Volume III》 (Oxford University Press), 455–528쪽, doi:10.1093/oso/9780190687601.003.0029, ISBN 978-0-19-068760-1
8. ↑  von Dassow, Eva, (2014). "Levantine Polities under Mittanian Hegemony". In: Eva Cancik-Kirschbaum, Nicole Brisch and Jesper Eidem (eds.). Constituent, Confederate, and Conquered Space: The Emergence of the Mittani State. pp. 11-32.
9. ↑  Diana L. Stein: Khabur Ware and Nuzi Ware: Their Origin, Relationship, and Significance. Malibu 1984
10. 1 2  Gauthier, Henri (1926). 《Dictionnaire des Noms Géographiques Contenus dans les Textes Hiéroglyphiques Vol. 3》. 25쪽.
11. 1 2  Wallis Budge, E. A. (1920). 《An Egyptian hieroglyphic dictionary: with an index of English words, king list and geological list with indexes, list of hieroglyphic characters, Coptic and Semitic alphabets, etc. Vol II》. 존 머레이. 999쪽.
12. 1 2  Fournet 2010, 11쪽.
13. ↑  Gernot Wilhelm (1997: 290), cited by Andrea Trameri (15 October 2024) Trameri, Andrea, (2024). Kizzuwatna. History of Cilicia in the Middle and Late Bronze Age (ca. 2000-1200 BC), Brill, p. 206: "The kingdom itself was named after an individual leader (or clan?), and not a territiry or population (Maitani, i.e. 'of M(a)itta'; Wilhelm 1997; 290)."
14. ↑  Astour, "Ḫattusilis̆, Ḫalab, and Ḫanigalbat" Journal of Near Eastern Studies 31.2 (April 1972:102–109) p 103.
15. ↑  Astour 1972:103, noting Amarna letters 18:9; 20:17;29:49.
16. ↑  De Martino, Stefano, (2018). "Political and Cultural Relations between the Kingdom of Mittani and its Subordinated Polities in Syria and Southeast Anatolia", in Changing Faces of Kingship in Syria-Palestine 1500–500 BCE, Alter Orient und Testament 459, Ugarit Verlag, p. 37: "...The term Ḫanigalbat first occurs in the Akkadian version of the Annals of Ḫattušili I... whereas the Hittite version uses the generic expression 'the Hurrian enemy,' as do two old Babylonian texts... perhaps this term refers to the Hurrian "progenitor" of Mittani..."
17. ↑  Bryce, Trevor R., (2018). "The Annals and Lost Golden Statue of the Hittite King Hattusili I", in Gephyra 16, November 2018, p. 3: "Like most other Hittite documents, the Annals have survived only in a late 13th century copy, the last in a line of copies made over several centuries. There are generally only minor variations between the Hittite and Akkadian versions of the text. Consistent with van den Hout's proposals, I have suggested that the document was first composed in Akkadian and later translated into Hittite – contra the suggestions that both versions were composed at the same time or that the Akkadian version was translated from an original Hittite one."
18. ↑  Yener, Aslihan K., (2021). "Some Thoughts about Middle Bronze Age Alalakh and Ugarit: Reassessing an Alalakh Wall Painting with Archival Data", in: Ougarit, un anniversaire, Bilans et recherches en cours, Peeters, Leuven-Paris-Bristol, p. 579: "...the Level VII Palace [was destroyed] by Hattusili I in his second year, 1628 BC (middle chronology)..."
19. ↑  Miguel Valério, Università di Bologna, Dipartimento di Filologia classica e Italianistica (FICLIT).
20. ↑  Valério, Miguel, (2011). "Hani-Rabbat as the Semitic Name of Mitanni", in Journal of Language Relationship, International Scientific Periodical Nº6 (2011), Russian State University for the Humanities, Institute of Linguistics of the Russian Academy of Sciences, Moscow, p. 174: "...The present essay intends to rehabilitate Hani-Rabbat as the accurate normalization of the Assyrian name of Mitanni, by showing the unmotivated nature of the alternative Hanigalbat as opposed to the more substantiated reading of GAL as rab in the spelling of this toponym..."
21. ↑  Astour, Michael C.. "A Reconstruction of the History of Ebla (Part 2)". Eblaitica: Essays on the Ebla Archives and Eblaite Language, Volume 4, edited by Cyrus H. Gordon and Gary A. Rendsburg, University Park, USA: Penn State University Press, 2021, pp. 57-196
22. ↑  Spalinger, Anthony. "A New Reference to an Egyptian Campaign of Thutmose III in Asia." Journal of Near Eastern Studies, vol. 37, no. 1, 1978, pp. 35–41
23. ↑  De Martino, Stefano, (2014). "The Mittani State: The Formation of the Kingdom of Mittani", in Constituent, Confederate, and Conquered Space in Upper Mesopotamia: The Emergence of the Mittani State, De Gruyter, Berlin, Boston, p. 61.
24. ↑  Amenemhet's memoir was published in: Borchardt, L., (1930). "Altägyptische Zeitmessung", in E. von Basserman-Jordan, Die Geschichte der Zeitmessung und der Ühre, vol. I., 1930, Berlin/Leipzig, pp 60ff. (Mentioned in Astour 1972:104, footnotes 25,26) transliterating Mtn as Me-ta-ni, although Alexandra von Lieven (2016: 219) mentions it as Mi-ti-ni.
25. ↑  De Martino, Stefano, (2018). "Political and Cultural Relations between the Kingdom of Mittani and its Subordinated Polities in Syria and Southeast Anatolia", in: Changing Faces of Kingship in Syria-Palestine 1500–500 BCE, Alter Orient und Testament 459, Ugarit Verlag, p. 37: "The earliest attestation of the toponym Mittani comes from an Egyptian source, an inscription from Thebes on the grave of a state official called Amen-hemet. The inscription refers to the Syrian military expedition this official had taken part in, which advanced as far as the country of Mtn (Mittani)...we presume that this expedition was the one led by Tuthmosis I..."
26. ↑  von Lieven, Alexandra, (2016). "The Movement of Time. News from the 'Clockmaker' Amenemhet", in: RICH and GREAT: Studies in Honour of Anthony J. Spalinger, Faculty of Art, Charles University in Prague, p. 220: "The most likely explanation for the preceding story about Mitanni is that it is part of the background of the speaker. This could imply that perhaps Amenemhet's father had risen in rank due to some major feat accomplished during Ahmose's military campaign there."
27. ↑  von Dassow, Eva, (2022). "Mittani and Its Empire", in: Karen Radner, Nadine Moeller, D. T. Potts (eds.), The Oxford History of the Ancient Near East, Volume III: From the Hyksos to the Late Second Millennium BC, Oxford University Press, p. 466: "...We owe the earliest extant mention of Mittani to the tomb autobiography of Amenemhat, the astronomer and clockmaker who refers to a campaign that may have taken place as early as Ahmose's reign in the late sixteenth century BC..."
28. ↑  Redford, Donald B., (1979). "A Gate Inscription from Karnak and Egyptian Involvement in Western Asia during the Early 18th Dynasty"[깨진 링크(과거 내용 찾기)], in: Journal of the American Oriental Society, vol. 99, no. 2, p. 275.
29. ↑  Wilson, John A.. "VII. Egyptian Historical Texts". The Ancient Near East: An Anthology of Texts and Pictures, edited by James B. Pritchard, Princeton: Princeton University Press, 2021, pp. 226-245
30. ↑  Spalinger, Anthony. "A Critical Analysis of the ‘Annals’ of Thutmose III (Stücke V-VI)." Journal of the American Research Center in Egypt, vol. 14, 1977, pp. 35–41
31. ↑  Leonard, Albert. "Archaeological Sources for the History of Palestine: The Late Bronze Age." The Biblical Archaeologist, vol. 52, no. 1, 1989, pp. 4–39
32. 1 2  De Martino, Stefano, (2014). "The Mittani State: The Formation of the Kingdom of Mittani", in Constituent, Confederate, and Conquered Space in Upper Mesopotamia: The Emergence of the Mittani State, De Gruyter, Berlin, Boston, p. 69.
33. ↑  Lauinger, Jacob, (2020). "Statue of Idrimi", in The Electronic Idrimi, Open Richly Annotated Cuneiform Corpus (ORACC): "...(1) I am Idrimi, the son of Ilī-ilimma, a servant of IM, Hebat and IŠTAR, the lady of Alalah, the lady, my lady. (3) In Aleppo, the house of my father, a bad thing occurred, so we fled to the Emarites, sisters [o]f my mother, and settled at Emar. Though my older brothers lived with me, none deliberated matters as I did..." [So, Idrimi was an Amorite, son of Ilī-ilimma from Aleppo].
34. ↑  Van De Mieroop, Marc (2007). 《A History of the Ancient Near East c. 3000–323BC》 2판. Malden, MA: Blackwell Publishing. 152쪽. ISBN 978-1-4051-4911-2.
35. ↑  De Martino, Stefano, (2004). "A Tentative Chronology of the Kingdom of Mittani from its Rise to the Reign of Tusratta", in Mesopotamian Dark Age Revisited: Proceedings of an International Conference of SCIEM 2000, Vienna 8th–9th November 2002, Vienna, p. 37.
36. ↑  George Roux,  Ancient Iraq, Penguin Books; 3rd ed. edition (1 March 1993) ISBN 978-0140125238
37. ↑  Cline, Eric H. (2014). 《기원전 1177년: 문명이 붕괴된 해》. Princeton University Press. 61쪽. ISBN 978-1400849987.
38. ↑  Bryce, Trevor (2024). 《Ancient Syria: a three thousand year history》. Oxford University Press. 38–45쪽. ISBN 978-0-19-882890-7.
39. ↑  Devecchi, Elena. "Details That Make the Difference: The Akkadian Manuscripts of the ‘Šattiwaza Treaties.’" Die Welt Des Orients, vol. 48, no. 1, 2018, pp. 72–95
40. 1 2  Novák, Mirko, (2013). "Upper Mesopotamia in the Mittani Period", in Archéologie et Histoire de la Syrie I, Harrassowitz Verlag, Wiesbaden, p. 349.
41. ↑   Akkermans, Peter MMG, José Limpens, and Richard H. Spoor. "On the frontier of Assyria: excavations at Tell Sabi Abyad, 1991.", Akkadica, vol. 84-85, pp. 1-52 (1993).
42. ↑  Devecchi, Elena. "6 The Governance of the Subordinated Countries". Handbook Hittite Empire: Power Structures, edited by Stefano de Martino, Berlin, Boston: De Gruyter Oldenbourg, 2022, pp. 271-312
43. ↑  Hagens, Graham. "The Assyrian King List and Chronology: A Critique." Orientalia, vol. 74, no. 1, 2005, pp. 23–41
44. ↑   Düring, Bleda S., Eva Visser, and Peter MMG Akkermans. "Skeletons in the Fortress: The Late Bronze Age Burials of Tell Sabi Abyad, Syria." Levant 47.1 (2015): 30-50
45. ↑  Babylonian and Assyrian Historical Texts". Ancient Near Eastern Texts Relating to the Old Testament with Supplement, edited by James B. Pritchard, Princeton: Princeton University Press, 2016, pp. 265-317
46. ↑  Uncertain Dynasties". Rulers of Babylonia, Toronto: University of Toronto Press, 2016, pp. 90-274
47. ↑  Da Riva, Rocío. "A New Attestation of Ḫabigalbat in Late Babylonian Sources." Die Welt Des Orients, vol. 47, no. 2, 2017, pp. 259–64
48. ↑  Da Riva, Rocío. "Addendum to Rocío Da Riva, A New Attestation of Ḫabigalbat in Late Babylonian Sources, WdO 47/2 (2017) 259–264." Die Welt Des Orients, vol. 48, no. 1, 2018, pp. 96–98
49. 1 2 3  Cotticelli-Kurras, P.; Pisaniello, V. (2023), “Indo-Aryans in the Ancient Near East”, 《Contacts of Languages and Peoples in the Hittite and Post-Hittite World》 (영어) (Brill), 332–345쪽, doi:10.1163/9789004548633_014, ISBN 978-90-04-54863-3
50. ↑  Thieme, Paul (1960). 《The 'Aryan' Gods of the Mitanni Treaties》. 《미국 동양학회 저널》 80. 301–17쪽. doi:10.2307/595878. JSTOR 595878.
51. ↑  Fournet, Arnaud, (2010). "About the Mitanni Aryan Gods" 보관됨 2022-02-18 - 웨이백 머신, in Journal of Indo-European Studies 38 (1-2), pp. 26-40. See [in this pdf version] pp. 3, 5, and 10.
52. ↑  Devecchi, Elena, (2018). "Details That Make the Difference: The Akkadian Manuscripts of the ‘Šattiwaza Treaties.’"[깨진 링크(과거 내용 찾기)], in: Die Welt Des Orients, vol. 48, no. 1, 2018, pp. 72–95. See p. 72: "...The so-called 'Šattiwaza treaties' are a set of two documents (CTH 51 and CTH 52) ratifying the subjugation of Šattiwaza of Mittani to the Hittite king
Šuppiluliuma I, an event dated to the 2nd half of the 14th century BCE..."
53. ↑  Kammenhuber, Annelies (1968). Die Arier im vorderen Orient. Heidelberg: Carl Winter Universitätsverlag. p. 238. On p. 238 she indicates they spoke a "noch ungeteiltes Indo-Iranisch".
54. ↑  Drews, Robert (1989). 〈Chariot Warfare〉. 《The Coming of the Greeks: Indo-European Conquests in the Aegean and the Near East》. 프린스턴 대학교 출판부. 61쪽. ISBN 0-691-02951-2.
55. ↑  Mayrhofer, M. (1974). 《Die Arier im Vorderen Orient – ein Mythos?》. 《Sitzungsberichte der Oesterreichischen Akademie der Wissenschaften》 294 (Vienna).
56. ↑  Mayrhofer, M. (1986–2000). 《Etymologisches Wörterbuch des Altindoarischen》 IV. Heidelberg.
57. ↑  Sigfried J. de Laet 1996, 562쪽.
58. 1 2  Beckwith 2009, 39–41쪽.
59. ↑  Bryce 2005, 55쪽.
60. ↑  Beckwith, Christopher I. (2009). 《Empires of the Silk Road: A History of Central Eurasia from the Bronze Age to the Present》 (영어). Princeton University Press. 39–41쪽. ISBN 978-0-691-13589-2.
61. ↑  Kelekna, Pita (2009). 《The Horse in Human History》 (영어). Cambridge University Press. 95쪽. ISBN 978-0-521-51659-4.
62. ↑  Parpola, Asko (2015), “The BMAC of Central Asia and the Mitanni of Syria”, 《The Roots of Hinduism》 (Oxford University Press), 69–91쪽, doi:10.1093/acprof:oso/9780190226909.003.0008, ISBN 978-0-19-022690-9
63. ↑  Kuz’Mina, E. E.; Mallory, J. P. (2007), “Chapter Twenty-Five. The genesis of the indo-aryans”, 《The Origin of the Indo-Iranians》 (영어) (Brill), 321–346쪽, doi:10.1163/ej.9789004160545.i-763.91, ISBN 978-90-474-2071-2
64. 1 2  Lubotsky, Alexander (2023),  Willerslev, Eske; Kroonen, Guus; Kristiansen, Kristian, 편집., “Indo-European and Indo-Iranian Wagon Terminology and the Date of the Indo-Iranian Split”, 《The Indo-European Puzzle Revisited: Integrating Archaeology, Genetics, and Linguistics》 (Cambridge: Cambridge University Press), 257–262쪽, doi:10.1017/9781009261753.021, ISBN 978-1-009-26175-3
65. ↑  Koppen, Frans van (2017), “The Early Kassite Period”, 《Volume 1 Karduniaš. Babylonia under the Kassites》 (영어) (De Gruyter), 45–92쪽, doi:10.1515/9781501503566-002, ISBN 978-1-5015-0356-6
66. ↑  Lubotsky 2023.
67. ↑  Parpola 2015, 69–91쪽.
68. ↑  Eidem, Jasper, (2014). "The Kingdom of Šamšī-Adad and its Legacies", in Eva Cancik-Kirschbaum, Nicole Brisch and Jesper Eidem (eds.), Constituent, Confederate, and Conquered Space: The Emergence of the Mittani State, p. 142, and footnote 16.
69. ↑  Kroonen, Guus, Gojko Barjamovic, and Michaël Peyrot, (2018). "Linguistic supplement to Damgaard et al. 2018: Early Indo-European languages, Anatolian, Tocharian and Indo-Iranian", in Zenodo 2018, p. 11.
70. ↑  Coppini, Costanza, (2022). "Problems of Transitions in Second Millennium BC Northern Mesopotamia: A View from Tell Barri (Northeastern Syria)", in: Studia Chaburensia 10 (2022), pp. 15, 20, 26.
71. 1 2  Oselini, Valentina, (2020). "Defining the MB-LB transition in northern Mesopotamia: some archaeological considerations on the new data from the Erbil Plain and neighbouring regions", in Costanza Coppini, Francesca Simi (eds.), Interactions and New Directions in Near Eastern Archaeology, Volume 3, Proceedings of the 5th Broadening Horizons Conference (Udine 5–8 June 2017), EUT Edizioni Università di Trieste, Trieste, p. 209, Figure 2.
72. ↑  Pfalzner, Peter, (2007). "The Late Bronze Age Ceramic Traditions of the Syrian Jazirah", in al-Maqdissī, Mīšīl; Matoïan, Valérie; Nicolle, Christophe (eds.), Céramique de l'âge du bronze en Syrie, 2, L'Euphrate et la région de Jézireh, Bibliothèque archéologique et historique 180, Beyrouth, pp. 232, 244, and Figure 2.
73. ↑  De Martino, Stefano, 2018. "Political and Cultural Relations between the Kingdom of Mittani and its Subordinated Polities in Syria and Southeast Anatolia", in Changing Faces of Kingship in Syria-Palestine 1500–500 BCE, Ugarit Verlag, p. 38: "...the recent German archaeological excavations at Tell Fekheriye support the assumption that the capital of Mittani, Wassukkanni, was located there..." See also Novák (2013: 346) and Bonatz (2014).
74. ↑  Oates, David. "Excavations at Tell Brak, 1983-84." Iraq, vol. 47, 1985, pp. 159–73
75. ↑  UR, JASON, et al. "THE SPATIAL DIMENSIONS OF EARLY MESOPOTAMIAN URBANISM: THE TELL BRAK SUBURBAN SURVEY, 2003—2006", Iraq, vol. 73, 2011, pp. 1–19
76. 1 2  Finkel, Irving L. "Inscriptions from Tell Brak 1984." Iraq, vol. 47, 1985, pp. 187–201
77. ↑  Kessler, Karlheinz, "Neue Tontafelfunde aus dem mitannizeitlichen Taidu – Ein Vorbericht", The Archaeology of Political Spaces: The Upper Mesopotamian Piedmont in the Second Millennium BCE, edited by Dominik Bonatz, Berlin, Boston: De Gruyter, pp. 35-42, 2014
78. ↑  de Martino, Stefano, (2024). "The Mittanian Cuneiform Documents", in: The Ancient World Revisited, Studies in Manuscript Cultures, Vol. 37, De Gruyter, pp. 207- 219.
79. ↑  A. Otto, "The Late Bronze Age Pottery of the Weststadt of Tall Bazi (North Syria)", in: M. Luciani, A. Hausleitner (Eds.), Recent Trends in the Study of Late Bronze Age Ceramics in Syro-Mesopotamia and Neighbouring Regions. Proceedings of the International Workshop in Berlin, 2 – 5 November 2006, OrA 32, Rahden/Westf., pp. 85-117, 2014
80. ↑   B. Einwag and A. Otto, "The Late Bronze Age at Tall Bazi: The Evidence of the Pottery and the Challenges of Radiocarbon Dating", in: From Pottery to Chronology: The Middle Euphrates Region in Late Bronze Age Syria. Proceedings of a Workshop in Mainz (Germany), 5–7 May 2012. MAAO 1, Gladbeck, pp. 149–176, 2018
81. ↑   Otto, Adelheid and Berthold Einwag. "Three ritual vessels from the Mittani-period temple at Tell Bazi." Stories told around the fountain. Papers offered to Piotr Bieliński on the occasion of his 70th birthday (2019): pp. 503-518
82. ↑   Torrecilla, Eduardo, and Yoram Cohen. "A Mittani letter order from Azu (Had 8) and its implications for the chronology and history of the Middle Euphrates region in the Late Bronze Age." Revue d'assyriologie et d'archeologie orientale 112.1 (2018): 149-158
83. 1 2  Ay, Eyyüp, (2021). "A Hurrian-Mitanni Temple in Müslümantepe in The Upper Tigris and New Findings", in Gaziantep University Journal of Social Sciences, April 27, 2021.
84. ↑  Pfälzner, Peter, and Hasan A. Qasim, (2017). "The First and Second Seasons of the German-Kurdish Excavations at Bassetki in 2015 and 2016", in Zeitschrift fur Orient-Archaologie 10, Deutsches Archaologisches Institut-Orient-Abteilung, Berlin, pp. 19, 24.
85. ↑  Pfälzner, Peter, and Hasan A. Qasim, (2019). "Urban Developments in Northeastern Mesopotamia from the Ninevite V to the Neo-Assyrian Periods: Excavations at Bassetki in 2017", in Zeitschrift fur Orient-Archaologie 11, Deutsches Archaologisches Institut-Orient-Abteilung, Berlin, p. 46: "...In Phase A10, a characteristic mix of Middle Bronze and Mittani potteries was recorded, which leads to the dating of this phase at the turn of the Middle to the Late Bronze Age, i.e. in the transitional MB III period (late 17th/early 16th century BC).
86. ↑  “고대 궁전이 가뭄에 시달리는 이라크 저수지에서 출현”. CNN.com. 2009년 6월 28일에 확인함.
87. ↑  Puljiz, Ivana, et al., (2019). "A New Mittani Centre On the Middle Tigris (Kurdistan Region): Report On the 2018 Excavations At Kemune", in: Zeitschrift Für Orient-Archäologie 12, pp. 10-43. See p. 33: "...[pottery] dating to the Middle-Trans-Tigridian I A/B period..." Ralf Beutelschieb (2019), and "...Ten texts in Akkadian language and Babylonian cuneiform script from at least four rooms [of the palace]..." Betina Faist (2019).
88. ↑  Tübingen, University of. “3,400년 된 도시가 티그리스 강에서 출현하다”. 《phys.org》 (영어). 2022년 6월 3일에 확인함.
89. ↑  Webster, Lyndelle C., et al. (2023)."Towards a Radiocarbon-Based Chronology of Urban Northern Mesopotamia in the Early to Mid-Second Millenium BC: Initial Results from Kurd Qaburstan", in: Radiocarbon, pp. 1-16.
90. 1 2  De Martino, Stefano, (2018). "Political and Cultural Relations between the Kingdom of Mittani and its Subordinated Polities in Syria and Southeast Anatolia", in Changing Faces of Kingship in Syria-Palestine 1500–500 BCE, Alter Orient und Testament 459, Ugarit Verlag, p. 44.
91. ↑  Oselini, Valentina, (2020). "Defining the MB-LB transition in northern Mesopotamia: some archaeological considerations on the new data from the Erbil Plain and neighbouring regions", in Costanza Coppini, Francesca Simi (eds.), Interactions and New Directions in Near Eastern Archaeology. Volume 3. Proceedings of the 5th 'Broadening Horizons' Conference (Udine 5–8 June 2017), Università di Trieste, EUT Edizioni, Trieste, p. 206.
92. ↑  Barjamovic, Gojko, (2012). "Mesopotamian Empires", in: P.F. Bang, and W. Scheidel (eds.), The Oxford Handbook of the Ancient State in the Ancient Near East and the Mediterranean, Oxford University Press, p. 125: "...The Mitanni empire covered northern and western Syria and northern Iraq (ca. 1600-1340 BCE) but succumbed to internal strife and the pressure of an expanding Assyrian empire..."
93. ↑  Barjamovic, Gojko, (2020). "The Empires of Western Asia and the Assyrian World Empire", in: The Oxford World History of Empire: Volume Two: The History of Empires, Oxford University Press, p. 76: "After 1600 BCE the area between Iran and Egypt was united into a dynamic regional system of empires, Mitanni covered northern and western Syria and northern Iraq circa 1550-1340 BCE..."
94. ↑  Jankowska, N. B.. "11. Asshur, Mitanni, and Arrapkhe". Early Antiquity, edited by I. M. Diakonoff, Chicago: University of Chicago Press, 2013, pp. 228-260
95. ↑  Grosz, Katarzyna (1988). 《The Archive of the Wullu Family》. University of Copenhagen: Museum Tusculanum Press. 11쪽. ISBN 978-87-7289-040-1.
96. 1 2  Maidman, M. P., (2010). Nuzi Texts and Their Uses as Historical Evidence, p. xx.
97. ↑  Belmonte-Marin, Juan Antonio, (2015). "Reflexiones sobre el territorio de Cárquemis durante el periodo mittanio", in Orientalística en tiempos de crísis, Pórtico, Zaragoza, p. 59.
98. ↑  Cline 2014, p. 61
99. ↑  E. A. Speiser, A Letter of Sauäsatar and the Date of the Kirkuk Tablets, J AOS 49 (1929), pp. 269—275
100. ↑  D. Stein, A Reappraisal of the "Saustatar Letter" from Nuzi, Zeitschrift für Assyriologie 79, 36-60, 1989
101. ↑  Baranowski, Krzysztof J.. "Appendix 1. The Senders of the Amarna Letters". The Verb in the Amarna Letters from Canaan, University Park, USA: Penn State University Press, 2021, pp. 216-233
102. ↑  Gestoso Singer, Graciela. "Fortunes and Misfortunes of Messengers and Merchants in the Amarna Letters". Fortune and Misfortune in the Ancient Near East: Proceedings of the 60th Rencontre Assyriologique Internationale Warsaw, 21–25 July 2014, edited by Olga Drewnowska and Malgorzata Sandowicz, University Park, USA: Penn State University Press, 2021, pp. 143-164
103. 1 2 3 4 5  Mladjov, I., (2019). "The Kings of Mittani in Light of the New Evidence from Terqa", in: NABU 2019, No. 1, March, p. 34.
104. ↑  Moran, William L. (1992). 《The Amarna Letters》. Baltimore: Johns Hopkins University Press. ISBN 0-8018-4251-4.
105. ↑  Artzi, P., "The Diplomatic Service in Action: The Mitanni File”, in: R. Cohen and R. Westbrook (eds.): Amarna Diplomacy: The Beginnings of International Relations, Baltimore, London: 205–211, 2000
106. 1 2  Kitchen, K.A./P.J.N. Lawrence 2012. Treaty, Law and Covenant in the Ancient Near East. Wiesbaden.
107. ↑  Altman, Amnon. "Šattiwaza's Declaration (CTH 52) Reconsidered." Acts of the V. International Congress of Hititology. 2005
108. ↑  Beckman, Gary. "New Joins to Hittite Treaties", ZAVA, vol. 87, no. 1, 1997, pp. 96-100
109. 1 2   Luckenbill, D. D. "The Hittites." The American Journal of Theology, vol. 18, no. 1, 1914, pp. 24–58
110. ↑  Frayne, Douglas R. and Stuckey, Johanna H.. "Š". A Handbook of Gods and Goddesses of the Ancient Near East: Three Thousand Deities of Anatolia, Syria, Israel, Sumer, Babylonia, Assyria, and Elam, University Park, USA: Penn State University Press, 2021, pp. 318-337
111. ↑  Rainey, Anson F.. "Amarna and Later: Aspects of Social History". Symbiosis, Symbolism, and the Power of the Past: Canaan, Ancient Israel, and Their Neighbors, from the Late Bronze Age through Roman Palaestina, edited by William G. Dever and Seymour (Sy) Gitin, University Park, USA: Penn State University Press, 2021, pp. 169-188
112. ↑  Altman, Amnon. "The Mittanian Raid of Amurru (EA 85: 51-55) Reconsidered", Altorientalische Forschungen, vol. 30, no. 2, 2003, pp. 345-371
113. 1 2  Luckenbill, D. D. “Hittite Treaties and Letters.” The American Journal of Semitic Languages and Literatures, vol. 37, no. 3, 1921, pp. 161–211
114. ↑  Yamada, Masamichi. "The Hittite Administration in Emar: The Aspect of Direct Control", vol. 96, no. 2, 2006, pp. 222-234
115. ↑  Bryce, Trevor R. "Some Observations on the Chronology of Šuppiluliuma's Reign." Anatolian Studies, vol. 39, 1989, pp. 19–30
116. ↑  Cordani, Violetta. "One-year or Five-year War? A Reappraisal of Suppiluliuma's First Syrian Campaign" Altorientalische Forschungen, vol. 38, no. 2, 2011, pp. 240-253
117. ↑  Astour, Michael C. "The Partition of the Confederacy of Mukiš-Nuḫiašše-Nii by Šuppiluliuma: A Study in Political Geography of the Amarna Age." Orientalia, vol. 38, no. 3, 1969, pp. 381–414
118. ↑  Grayson, Albert Kirk. Assyrian Royal Inscriptions: From the beginning to Ashur-resha-ishi I. Vol. 1. Otto Harrassowitz Verlag, 1972.
119. ↑  Skaist, Aaron. "The Chronology of the Legal Texts from Emar", vol. 88, no. 1, 1998, pp. 45-71
120. ↑  Bryce 2005, p. 314
121. ↑  Grayson, A. Kirk, "Assyrian Rulers 3rd and 2nd Millennia BC (to 1115 BC)(Royal Inscriptions of Mesopotamia, Assyrian Periods, Vol 1)", University of Toronto Press, 1987, ISBN 9780802026057

## 추가 문헌
- Martino, Stefano de (2024). 〈미탄니 쐐기 문자 문서: 내용, 언어, 재료, 형식 및 봉인 관행 간의 상호 작용〉.   마릴리나 베트로; 미카엘 프리드리히; 세실 미셸. 《고대 세계 재방문: 기록 유물의 물질적 차원》. 베를린, 보스턴: De Gruyter. 207–220쪽. doi:10.1515/9783111360805-007. ISBN 978-3-11-136080-5.